# Castello di Elgin
Il castello di Elgin venne costruito nel XI secolo su una collina presso il borgo di Elgin, nella Scozia nord orientale. È stato dichiarato dal governo scozzese Scheduled monument, ovvero edificio storico di importanza nazionale.

## Storia
Sembra probabile che il re David I di Scozia costruì una struttura fortificata, probabilmente in legno, sulla collina al confine occidentale del borgo di Elgin. Era inizialmente una roccaforte e divenne una fortezza reale nel XII secolo (se ne trova menzione per la prima volta in un documento datato 25 dicembre 1160, durante il regno di Malcolm IV). Fu utilizzato da Edoardo I come residenza nel 1296; nel 1303 fu bruciato dagli scozzesi; fu riparato dai Conti di Moray alla fine del XIV secolo e si hanno notizie del suo utilizzo da parte dei conti nel 1390. Probabilmente fu saccheggiato durante la ribellione Douglas del 1450. Rimane solo una cappella e verso la metà del XVI secolo la collina era infatti conosciuta come Chapel Hill o Lady Hill. Divenne un rudere nel XV secolo e non è possibile risalire a quale periodo appartengano i pochi resti. Le mura all'angolo nord-est potrebbero essere le fondamenta di una torre.

## Descrizione
Rimangono tracce di una struttura rettangolare all'estremità orientale della collina, nota come Lady Hill, di circa 20 metri per 10 ed è costituita da muri spessi 2,5 metri con un'altezza massima all'estremità nord di 2,6 metri. La sommità della collina è stata scavata e presenta avvallamenti e canali, presumibilmente il risultato dell'estrazione di materiali per la costruzione del monumento del duca di Gordon e dell'osservatorio, entrambi sulla sommità della collina (quest'ultimo poi demolito).  Un frammento di una croce presente originariamente nel castello si trova nel museo di Elgin.
Nel 1972 e nel 1973 una campagna di scavi venne intrapresa per stabilire i limiti esterni del castello, accertare se la collina fosse naturale o artificiale e determinare la prima occupazione del sito. Gli scavi hanno mostrato che le difese esterne sul lato nord comprendevano un bastione di terra con una base di pietra e un rivestimento in legno o una palizzata sulla sua faccia esterna. All'estremità meridionale potrebbe esserci stata un'altra linea di bastioni con un rivestimento in pietra. Tra i due bastioni c'era una serie di buche e una struttura in pietra. Un numero considerevole di chiodi di ferro sono stati trovati nella trincea della palizzata ed è probabile che questo elemento difensivo si riferisca alla fase più antica del castello ma non sono state trovate prove sufficienti per una datazione affidabile.